# 多索省
13°02′56″N 3°11′37″E / 13.04889°N 3.19361°E

多索省（法語：Dosso），是尼日爾的省份，位於該國西南部，由多索大區負責管轄，西面是博博耶省，面積8,587平方公里，2011年人口488,509，人口密度每平方公里57人。